# Roberto Ramírez Paredes
Roberto Ramírez Paredes (Quito, 1982) es un escritor ecuatoriano. Realizó sus estudios superiores de literatura en la Pontificia Universidad Católica del Ecuador y cursó una maestría en creación literaria en la Universidad Pompeu Fabra de Barcelona.
Su novela La ruta de las imprentas obtuvo en 2012 una mención honorífica en la VI edición del Premio Latinoamericano de Primera Novela Sergio Galindo, organizado por la Universidad Veracruzana. La novela, publicada en México en 2015, narra las pericias de un historiador en busca del rastro de un enigmático escritor alemán que intentó publicar un libro durante la Segunda Guerra Mundial.
En 2017 ganó el Premio Nacional de Literatura Aurelio Espinosa Pólit con su novela No somos tu clase de gente. El jurado, integrado por Cecilia Ansaldo, Álvaro Alemán y Fernando Albán, destacaron, entre otros puntos, "una voluntad de alegoría firme, un ejercicio por pensar la forma de la mercancía junto con las relaciones sociales que esta engendra". La trama de la obra, que tiene entre sus temáticas centrales al consumismo, se desarrolla en un barrio tradicional (inspirado en La Ronda) cuyos habitantes y negocios se ven amenazados y deciden resistirse a la apertura de un centro comercial al final de su calle.

## Obras

### Novelas
- La ruta de las imprentas (2015)
- No somos tu clase de gente (2018)
- Evangelio del detective formidable (2021)[8]
- Tamia, el universo (2022)